# دیوشکال
دیوشکال (به مجاری:  Dióskál) یک منطقهٔ مسکونی در مجارستان است که در ناحیه کست‌هی واقع شده‌است.